# Brooke Theiss
Brooke Theiss-Genesse (Palos Verdes, 23 de octubre de 1969) es una actriz estadounidense de cine y televisión.

## Carrera
Su primer papel en el cine se presentó en la película Little Nikita de 1988, pero más tarde ese año, el gran papel de Brooke llegó en la exitosa película de terror A Nightmare on Elm Street 4: The Dream Master como Debbie Stevens. En 2004 apareció en la película Catwoman. Su crédito televisivo más reconocido es su interpretación de Wendy Lubbock en la serie de televisión Just the Ten of Us entre 1988 y 1990. También participó en las series de televisión Good & Evil, Home Free y The Amanda Show entre 1999 a 2000.
Theiss ha aparecido como invitada en numerosos programas de televisión, entre ellos Growing Pains (interpretando a Wendy Lubbock), Blossom, Beverly Hills, 90210, American Dreams y Cold Squad. En 2010, Theiss participó en el documental Never Sleep Again: The Elm Street Legacy, que habla de sus experiencias mientras filmaba su papel en A Nightmare on Elm Street 4: The Dream Master, centrándose en la originalidad de la escena de su muerte en la película, en la que Freddy Krueger la convierte en cucaracha y la aplasta.